# Hall Rock
Hall Rock är en kulle i Antarktis. Den ligger i Östantarktis. Australien gör anspråk på området. Toppen på Hall Rock är 2 204 meter över havet, eller 4 meter över den omgivande terrängen. Bredden vid basen är 0,56 km.
Terrängen runt Hall Rock är kuperad österut, men västerut är den platt.  Trakten är obefolkad. 